# Segregação figura-fundo
Segregação figura-fundo é um conceito desenvolvido pela Psicologia da Forma. Explica-nos que percepcionamos figuras definidas e salientes que se inscrevem em fundos indefinidos. Não se podem ver objetos sem separá-los do seu fundo.